# Distoleon helene
Distoleon helene is een insect uit de familie van de mierenleeuwen (Myrmeleontidae), die tot de orde netvleugeligen (Neuroptera) behoort. 
Distoleon helene is voor het eerst wetenschappelijk beschreven door Banks in 1939.